# EA Los Angeles
EA Los Angeles (también conocida como EA LA) era una desarrolladora de videojuegos fundada originalmente en 1995 como DreamWorks Interactive LLC, una subsidiaria de DreamWorks.
La empresa fue adquirida por Electronic Arts en 2000 desde el estudio de cine (y Microsoft, que tenía parte de la propiedad de la empresa) y en 2003 se fusionó con Westwood Studios (los creadores originales de la serie Command & Conquer) y EA Pacific (originalmente Westwood Pacific) para crear la nueva Electronic Arts Los Ángeles. Poco después muchos miembros del personal que trabajaba en Westwood Studios regresaron para formar Petroglyph Games.

## Videojuegos desarrollados por DreamWorks Interactive
- Someone's in the Kitchen! — (PC 1996)
- Goosebumps: Escape from Horrorland — (PC 1996)
- Goosebumps: Attack of The Mutant — (PC 1996)
- The Neverhood — (PC 1996)
- Chicken Run - (Playstation)
- Dilbert's Desktop Games - (PC 1997)
- Chaos Island: The Lost World Jurassic Park — (PC 1997)
- The Lost World: Jurassic Park — (PlayStation 1997)
- Pequeños guerreros (videojuego) — (PlayStation, Game Boy 1997)
- Jurassic Park: Trespasser — (PC 1998)
- Warpath: Jurassic Park — (PlayStation 1999)
- T'ai Fu: Wrath of the Tiger — (PlayStation 1999)
- Medal of Honor — (PlayStation 1999)
- Medal of Honor: Underground — (PlayStation 2000)
- Clive Barker's Undying — (PC 2001)

## Videojuegos desarrollados por EA Los Ángeles
- Medal of Honor: Frontline — (PlayStation 2 2002)
- Medal of Honor: Allied Assault Spearhead — (PC expansion 2002)
- Medal of Honor: Rising Sun — (Xbox, PlayStation 2, GameCube 2003)
- Command & Conquer: Generals - Zero Hour — (PC expansion 2003)
- GoldenEye: Rogue Agent — (Xbox, PlayStation 2, GameCube 2004)
- Medal of Honor: Pacific Assault — (PC 2004)
- Medal of Honor: European Assault — (Xbox, PlayStation 2, GameCube 2005)
- El Señor de los Anillos: la batalla por la Tierra Media — (PC 2004)
- El Señor de los Anillos: la batalla por la Tierra Media II — (PC, Xbox 360 2006)
- El Señor de los Anillos: la batalla por la Tierra Media II: el resurgir del Rey Brujo — (PC 2006)
- Command & Conquer 3: Tiberium Wars — (PC, Mac, Xbox 360 2007)
- Medal of Honor: Vanguard — (PlayStation 2, Wii 2007)
- Medal of Honor: Airborne — (PlayStation 3, Xbox 360, PC 2007)
- Command & Conquer 3: Kane's Wrath — (PC, Xbox 360 2008)
- Boom Blox — (Wii 2008)
- Command & Conquer: Red Alert 3 — (Xbox 360 and PC - 2008)
- Command & Conquer Red Alert 3: Uprising — (PC - 2009)
- Boom Blox Bash Party - (Wii - 2009)